# Micrurus averyi
Micrurus averyi (чорноголовий кораловий аспід) — вид отруйних змій родини аспідових (Elapidae). Мешкає в Південній Америці. Вид названий на честь американського бізнесмена Сьюелла Ейвері, спонсора експедиції, в ході якої був зібраний голотип виду.

## Поширення і екологія
Чорноголові коралові аспіди мешкають на півдні Гаяни (у верхів'ях річки Корантейн), на півдні Суринаму та в Бразилії (в штатах Мату-Гросу, Амазонас і Пара). Вонеи живуть у вологих тропічних лісах, на висоті від 100 до 610 м над рівнем моря. Відкладають яйця.